# 陶晶孙
陶晶孙（1897年12月18日—1952年2月12日），原名陶炽，曾用名陶炽孙，笔名晶明馆主、晶孙等，男，江苏无锡人，中国作家、医学家，中国左翼作家联盟、中国左翼戏剧家联盟成员。

## 家庭
- 父亲：陶廷枋（1872年－1941年）
- 妹妹：陶瀛孙、陶凯孙[4]